# Giunia Claudia
Giunia Claudia (in latino Iunia Claudia; ... – 36) è stata una nobildonna romana prima moglie di Gaio Giulio Cesare Germanico, divenuto poi imperatore e meglio noto come Caligola.
Figlia di Marco Giunio Silano, console e collaboratore e amico di Tiberio, Giunia fu la prima moglie del futuro imperatore Caligola. Il matrimonio avvenne nel 33 ad Anzio, secondo quanto scrive Cassio Dione (Storia romana, lviii.25.2), oppure prima della caduta di Seiano (avvenuta nel 31), secondo Gaio Svetonio Tranquillo (Vite dei Cesari, Caligola, 12.1), che la chiama Giunia Claudilla (Iunia Claudilla).
Claudia morì nel 36 di parto.